# 박종호 (1961년)
박종호(朴種護, 1961년 충청남도 서천군 ~ )는 대한민국의 제32대 산림청장이다.  
산림청 차장을 거쳐, 청장으로 승진 임명되었다.

## 학력
- 1978 ~ 1981: 수원농림고등학교 졸업
- 1981 ~ 1987: 서울대학교 임학과 학사
- 1996 ~ 1997: 미국 미시간주립대 대학원 임업정책과 석사
- 2002 ~ 2008: 충남대학교 산림자원학과 박사

## 경력
- 1989.12: 제25회 기술고시 합격
- 1999.01 ~ 2001.01: 산림청 자원조성국 산림자원과 고용대책팀장
- 2001.01 ~ 2003.05: 산림청장 비서관
- 2003.05 ~ 2004.02: 산림청 사유림지원국 산림자원과장
- 2004.02 ~ 2007.02: 駐인도네시아 한국대사관 1등서기관(임무관)
- 2010.08 ~ 2011.02: 산림청 산림자원국 국제산림협력추진단장
- 2011.02 ~ 2012.08: 산림청 산림자원국장(고위공무원)
- 2012.09 ~ 2013.05: 아시아산림협력기구(AFoCO) 사무국 사무총장 대행
- 2013.06 ~ 2015.01: 아시아산림협력기구(AFoCO) 사무국 사무차장
- 2015.02 ~ 2017.01: 산림청 산림이용국장(산림복지시설사업단장 겸직)
- 2017.02 ~ 2017.09: 산림청 산림복지국장
- 2017.10 ~ 2018.10: 산림청 기획조정관
- 2018.10 ~ 2019.12: 산림청 차장
- 2018.10 ~ 2021.03: 남북공동선언 이행추진위/남북산림협력 분과회담 수석대표
- 2019.12 ~ 2021.03: 산림청장[1][3]

## 수상
- 1999년 12월 14일: 녹색공무원상[2][3]
- 2008년 12월 31일: 홍조근정훈장[1][3]